# Bottna landskommun
Bottna landskommun  var en tidigare kommun i Göteborgs och Bohus län.

## Administrativ historik
Kommunen bildades 1863 av Bottna socken i Kville härad genom 1862 års kommunalförordningar.
Vid kommunreformen 1952 bildade Bottna tillsammans med Kville landskommun och Svenneby landskommun den nya storkommunen Kville.
1971 blev området en del av den då nybildade Tanums kommun.